# Lone Star (película)
Lone Star  (titulada Estrella Solitaria en Hispanoamérica) es una película de misterio estadounidense de 1996 escrita, editada y dirigida por John Sayles y ambientada en un pequeño pueblo del sur de Texas. El elenco conjunto incluye a Chris Cooper, Kris Kristofferson, Elizabeth Peña y Matthew McConaughey y trata sobre la investigación de un sheriff sobre el asesinato de uno de sus predecesores. 
Filmada en locaciones a lo largo del Río Grande en el sur y suroeste de Texas, la película recibió elogios de la crítica, que la consideró un punto culminante del cine independiente de los años 90, así como una de las mejores películas de Sayles. 
Fue nominada a un premio de la Academia al Mejor Guion Original, y también apareció en la boleta de los 10 mejores del AFI en la categoría Western. El guion fue nominado a un Óscar en la categoría Mejor Guion Original.

## Sinopsis
Ubicada en la frontera entre Texas y México, la trama arranca con el descubrimiento en el desierto de unos huesos. La película gira alrededor de una investigación iniciada por el alguacil Sam Deeds (Chris cooper) para descubrir la identidad de los huesos, así como al autor del crimen. A través de la investigación Deeds empieza a sospechar que los restos corresponden al desaparecido alguacil Charlie Wade (Kris Kristofferson). Todas las preguntas conducen a hacerle pensar que la figura legendaria del lugar, Buddy Deeds (Matthew McConaughey), su padre, puede estar involucrado en la desaparición de Wade.
Moviéndose en el tiempo, la película crea un retrato del pueblo y la convivencia de diferentes grupos (Chicanos, Negros, Blancos, Indios).

## Trama
En una base militar del ejército de los Estados Unidos, dos sargentos fuera de servicio descubren un esqueleto humano en un antiguo campo de tiro con rifle, junto con un anillo masónico, una placa de sheriff del condado de Río y, más tarde, una bala gastada de pistola calibre .45. Sam Deeds, sheriff de la ciudad de Frontera, Texas, comienza una investigación. Ben Wetzel, de la División Ranger de Texas, está de acuerdo con Sam en que la ciencia forense respalda la identidad del esqueleto como Charlie Wade, el sheriff infamemente corrupto y cruel que precedió a Buddy Deeds, el padre de Sam. Wade desapareció misteriosamente en 1957, junto con $10,000 en fondos del condado. La gran reputación de Buddy Deeds y su elección como sheriff se debieron a que todos creían que Buddy se había enfrentado al despreciado Charlie Wade por su corrupción y lo había expulsado de la ciudad.
Frontera es una ciudad fronteriza con México con conflictos raciales entre las poblaciones de chicanos, afroamericanos, nativos americanos y descendientes de anglosajones, donde la población anglosajona ya no es mayoritaria. Sam Deeds ocupa ese cargo porque es hijo del famoso Buddy Deeds, recientemente fallecido. Cuando era adolescente, Sam odiaba y se rebelaba contra su tiránico padre, y abandonó la ciudad en cuanto tuvo la edad suficiente. Desde que regresó a la ciudad dos años antes, Sam se ha sentido irritado por las constantes comparaciones con la inflada reputación del querido Buddy.
La ciudad está ampliando y renombrando el juzgado local en honor a Buddy y está proponiendo la construcción de una nueva prisión innecesaria. Sam se muestra escéptico ante el uso del nombre de su padre por parte de los líderes empresariales locales, como Mercedes Cruz y el ex-subdirector de Buddy, el actual alcalde Hollis Pogue, para promover proyectos con fines de lucro personal utilizando el dinero de los contribuyentes. Cuando era adolescente, Sam había estado enamorado de Pilar, la hija chicana de Mercedes, pero tanto Buddy como Mercedes se opusieron firmemente a la apasionada relación, y tomaron medidas para separarlos.
Después de un encuentro casual en el presente, Sam, divorciado, y Pilar, viuda y ahora maestra local, comienzan a reavivar su pasión persistente, nuevamente con la firme oposición de Mercedes, quien, según Pilar, se opone a Sam porque es anglosajón.
El coronel Delmore Payne ha regresado a la ciudad como comandante de la base militar local. Hijo de Otis "Big O" Payne, dueño de un club nocturno local y líder de la comunidad negra, Delmore ha estado distanciado de su padre desde la infancia, cuando el mujeriego en serie abandonó a Delmore y a su madre. Una pelea que involucra a un soldado de la base termina en un tiroteo en el club de Otis (presenciado por el propio hijo menor de edad resentido del coronel, que está subrepticiamente en el club para buscar a su abuelo). Delmore se enfrenta a Otis y amenaza con prohibir a los militares la entrada a su establecimiento. Otis responde que su establecimiento es el único lugar de la ciudad donde los soldados negros son bienvenidos.
Sam siempre ha dudado de la "historia oficial" de la desaparición de Wade. A pesar de que Hollis y figuras locales prominentes le advirtieron que no se metiera en los hechos que sucedieron hace 30 años, Sam investiga tenazmente los hechos que llevaron al asesinato de Wade. Wade aterrorizó a las comunidades locales de negros y mexicanos, extorsionando dinero de los dueños de negocios y cometiendo asesinatos con una trampa a sus víctimas y disparándoles por "resistir el arresto". Frente a Hollis, el horrorizado diputado del sheriff, Wade asesinó a Eladio Cruz, el esposo de Mercedes, quien dirigía una operación de tráfico de migrantes al otro lado de la frontera sin sobornos al sheriff.
Sam descubre secretos sobre el mandato de casi 30 años de su padre como sheriff, y descubre la corrupción, los sobornos y el uso por Buddy de labor penal para proyectos personales de construcción. Buddy desalojó por la fuerza a los residentes de una pequeña comunidad para hacer un lago, y Buddy y Hollis recibieron unas propiedades frente al lago. Al revisar viejas cajas de papeles de Buddy, Sam descubre cartas de amor de la amante de Buddy desde hace mucho tiempo: Mercedes Cruz.
Sam confronta a Hollis y Otis por el asesinato de Wade. Al descubrir la operación clandestina de juego de Otis en el club nocturno, un furioso Wade le ordenó a Otis que entregara el dinero de la extorsión. Wade estaba a punto de usar su trampa de "resistencia al arresto" para matar a Otis. Buddy llegó justo cuando Hollis le disparó a Wade para evitar el asesinato de Otis. Buddy, Hollis, y Otis enterraron el cuerpo y tomaron $10,000 del condado como coartada para la "fuga" de Wade. Le dieron el dinero a Mercedes, quien quedó en la indigencia después de que Wade matara a su marido Eladio, para que comprara su restaurante. Buddy y Mercedes se involucraron más tarde. Sam decide dejar el tema de lado, diciendo que el asesinato de Wade seguirá sin resolverse. Hollis está preocupado de que la gente crea que Buddy mató a Wade para quitarle su puesto. Sam responde: "Buddy es una maldita leyenda; puede sostenerlo".
Sam le muestra a Pilar una foto antigua de Buddy abrazando a Mercedes y le cuenta que Eladio murió 18 meses antes de que ella naciera, revelando que Buddy es el padre de Pilar. Ambos están consternados por los años de engaños y repercusiones, pero como Pilar no puede tener más hijos, deciden continuar su relación romántica, a pesar de saber que son medio hermanos.

## Reparto
- Chris Cooper como Sam
- Elizabeth Peña como Pilar
- Miriam Colon como Mercedez Cruz
- Kris Kristofferson como Charlie Wade
- Matthew McConaughey como Buddy Deeds
- Joe Morton como Del
- Ron Canada como Otis

## Recepción.
Roger Ebbert le dio 4 de 4 Estrellas, comento sobre la estructura de la narración: "Al igual que Faulkner, crea un sentido seguro de la forma en que el pasado atormenta el presente y de cómo las viejas heridas y secretos son visitados por los sobrevivientes", sobre la profundidad de la película comento "Lone Star" no trata simplemente de la solución del asesinato y el resultado del romance. Se trata de cómo las personas intentan vivir juntas en este momento en Estados Unidos".
Peter Travers de la revista Rolling Stone comento sobre las actuaciones "Las actuaciones son excepcionalmente buenas, desde el veterano Clifton James como ex diputado convertido en alcalde hasta la galardonada Frances McDormand de Fargo en un cameo cómico y desgarrador como la inestable ex esposa de Sam"
Hal Hinson de The Washington Post escribió: "Aunque "Lone Star" comienza íntimamente como una especie de misterio de asesinato, evoluciona hacia un estudio más amplio y ambicioso de los legados que los padres dejan a sus hijos"

## Premios.

### Nominaciones.
- Oscar Mejor Guion Original - John Sayles
- Globo de oro Mejor Guion - John Sayles
- BAFTA Mejor Guion - John Sayles

## Taquilla.
La película fue distribuida por Sony Classics, fue estrenada el 21 de junio de 1996, recaudo $12,408,986.

## Trivia.
Esta película es conocida por su excelente uso de las secuencias en vivo, en las que las escenas cambian en una sola toma de cámara; en este caso, desplazarse hacia adelante y hacia atrás a través del tiempo en la misma ubicación.
Ocupó el #4 en la lista de las mejores Películas de 1996 de Rogert Ebert.
Ocupó el #5 en la lista de las mejores Películas de 1996 de Gene Siskel.